# Katedrala u Floridi
Katedrala Gospe od Trideset i trojice u Floridi (špa. Catedral Basílica de Florida) je stolna crkva Biskupije Florida Katoličke Crkve u Urugvaju.
Smjštena je u urugvajskom gradu Floridi, sjedištu istoimenog departmana i biskupije. 
Na mjestu manje crkve, 1805. izgrađena je katedrala u neorenesansnom stilu. Isprva je bila posvećena našoj Gospi od Lujána (špa. Capilla de Nuestra Señora del Luján del Pintado), koja je danas zaštinica Argentine, ali ju je prije toga papa Pio IX. bio proglasio zaštitnicom Urugvaja 1930. godine.
Katedrala je nadograđena i proširena 1887., kada je prilikom blagoslova, na ulazu u katedralu postavljen natpis Domus Dei nostri, što u prijevodu s latinskog jezika znači Kuća Boga našega.
Posvečena je Gospi od Trideset i trojice, koja se nalazi na oltarnoj slici u katedrali. Katedrala je nacionalno svetište zaštitnice Urugvaja.
Papa Ivan Pavao II. je tijekom svog drugog pastoralnog posjeta Urugvaju 1988. posjetio katedralu i molio se pred slikom zaštitnice Urugvaja.

## Vanjske poveznice
- Službene stranice Biskupije Florida  Arhivirana inačica izvorne stranice od 11. srpnja 2016. (Wayback Machine) (šp.)